# David García (labdarúgó, 1994)
David García (Ibero, 1994. február 14. –) spanyol labdarúgó, az Osasuna hátvédje.

## Pályafutása
García a spanyolországi Ibero községben született. Az ifjúsági pályafutását az Osasuna akadémiájánál kezdte.
2014-ben mutatkozott be az Osasuna másodosztályban szereplő felnőtt keretében. Először a 2014. augusztus 30-ai, Zaragoza ellen 1–1-es döntetlennel zárult mérkőzésen lépett pályára. Első gólját 2015. május 31-én, a Recreativo Huelva ellen hazai pályán 2–0-ra megnyert találkozón szerezte meg. A 2015–16-os szezonban feljutottak az első osztályba. 2018 januárja és júniusa között a Cultural Leonesa csapatát erősítette kölcsönben.

## Statisztikák
2023. április 8. szerint
| Klub                          | Szezon   | Osztály          | Bajnokság | Bajnokság | Kupa és Ligakupa | Kupa és Ligakupa | Nemzetközi | Nemzetközi | Összesen | Összesen |
| Klub                          | Szezon   | Osztály          | Meccs     | Gól       | Meccs            | Gól              | Meccs      | Gól        | Meccs    | Gól      |
| ----------------------------- | -------- | ---------------- | --------- | --------- | ---------------- | ---------------- | ---------- | ---------- | -------- | -------- |
| Osasuna                       | 2014–15  | Segunda División | 28        | 2         | 1                | 0                | —          | —          | 29       | 2        |
| Osasuna                       | 2015–16  | Segunda División | 40        | 2         | 0                | 0                | —          | —          | 40       | 2        |
| Osasuna                       | 2016–17  | La Liga          | 24        | 1         | 2                | 0                | —          | —          | 26       | 1        |
| Osasuna                       | 2017–18  | Segunda División | 1         | 0         | 2                | 0                | —          | —          | 3        | 0        |
| Osasuna                       | 2018–19  | Segunda División | 29        | 2         | 1                | 0                | —          | —          | 30       | 2        |
| Osasuna                       | 2019–20  | La Liga          | 32        | 0         | 0                | 0                | —          | —          | 32       | 0        |
| Osasuna                       | 2020–21  | La Liga          | 35        | 1         | 1                | 0                | —          | —          | 36       | 1        |
| Osasuna                       | 2021–22  | La Liga          | 35        | 4         | 1                | 0                | —          | —          | 36       | 4        |
| Osasuna                       | 2022–23  | La Liga          | 24        | 2         | 6                | 1                | —          | —          | 30       | 3        |
| Osasuna                       | Összesen | Összesen         | 248       | 14        | 14               | 1                | 0          | 0          | 262      | 15       |
| Cultural Leonesa (kölcsönben) | 2017–18  | Segunda División | 18        | 2         | 0                | 0                | —          | —          | 18       | 2        |
| Összesen                      | Összesen | Összesen         | 266       | 16        | 14               | 1                | 0          | 0          | 280      | 17       |

## Sikerei, díjai
Osasuna
- Segunda División
  - Feljutó (2): 2015–16, 2018–19